# Lista de ataques e invasões escolares no Brasil
Esta é uma lista cronológica de ataques e invasões escolares que ocorreram em instituições educacionais brasileiras, como em escolas primárias, escolas secundárias, escolas pós-secundárias ou em autocarros escolar. O termo "ataque" exclui casos como:
1. Incidentes ocorridos em decorrência de ações policiais.
2. Assassinatos-suicídios cometidos por pretendentes rejeitados.
3. Suicídios ou tentativas de suicídio envolvendo apenas uma pessoa.
4. Roubos ocorridos em instituições educacionais.
5. Ataques em que o alvo do atacante é apenas uma vítima, mas não os alunos e funcionários em geral da instituição atacada.

Houve mais de 50 casos de ataques em instituições educacionais de janeiro de 1994 a junho de 2025, resultando em mais de 262 vítimas, das quais 70 faleceram e mais de 197 ficaram feridas.
A lista inclui esfaqueamentos, tiroteios, incêndios criminosos e ataques com explosivos que ocorreram em escolas, creches, universidades e faculdades no Brasil.

## Casos ocorridos antes da década de 1990
Houve ao menos 2 ataques em instituições educacionais no Brasil que ocorreram antes da década de 1990, no qual apenas um ataque resultou em uma morte.
| Data                   | Localização                                                       | Perpetrador(es) | mortos | feridos                     | Descrição |
| ---------------------- | ----------------------------------------------------------------- | --------------- | ------ | --------------------------- | --- |
| 16 de dezembro de 1972 | Fundação Educacional Machado Sobrinho, Juiz de Fora, Minas Gerais | Nilson Resende  | 1      | 2 (incluindo o perpetrador) | Um homem identificado como Nilson Resende, armado com um revólver calibre 22, disparou tiros contra uma moça com quem tinha ciúmes e seu namorado. Rosangela Valote morreu após ser baleada duas vezes na cabeça, enquanto Carlos Augusto Perri foi baleado na cabeça uma vez e ficou em coma. Antes que Resende tentasse suicídio com um tiro na cabeça, Resende também ficou em coma. O ataque ocorreu na frente da instituição onde os três estudavam. |
| 20 de setembro de 1986 | Colégio Olavio Bilac, São Gonçalo, Rio de Janeiro                 | C.              | 0      | 3                           | Um adolescente identificado com a inicial C. plantou uma bomba caseira no ginásio de esportes do Colégio Olavio Bilac, três estudantes foram atingidos na explosão, Éverton de Costa Nunes e Jeferson Friani de Souza, ambos de 15 anos que foram feridos, além de Denise Brasil de Almeida, 14 que também acabou se ferindo na explosão. C. foi apreendido após a explosão.                                                                              |

## Casos ocorridos na década de 1990
Houve ao menos 4 ataques em instituições educacionais no Brasil que ocorreram na década de 1990 até o ano completo de 1999. 5 pessoas morreram nesses ataques. Incluindo 2 dos perpetradores desses ataques.
| Data                   | Localização                                                                    | Perpetrador(es)             | mortos                      | feridos | Descrição |
| ---------------------- | ------------------------------------------------------------------------------ | --------------------------- | --------------------------- | ------- | --- |
| 27 de julho de 1994    | Faculdade de Música da UnB, Brasília, Destrito Federal                         | Ricardo de Brito Rocha, 40  | 1                           | 1       | Por volta das 14h, o psicólogo Ricardo de Brito Rocha, 40, e sua filha Ariana, de 20 anos, entraram no prédio da Faculdade de Música da UnB, uma universidade de Brasília. Ao entrar no local, os dois cruzaram com o estudante João Roachel Alcântara, 36, e iniciaram uma discussão. Rocha decidiu sair e voltar meia hora depois à universidade com uma arma de fogo, ferindo Roachel, que fugiu para uma sala de calouros. Lá, Rocha disparou mais tiros, atingindo Milton dos Santos Júnior, 19, no olho, causando sua morte cerebral na noite daquele dia.                                                                         |
| 11 de dezembro de 1995 | Universidade de São Paulo, Cidade de São Paulo, São Paulo                      | Christian Hartmann, 21      | 2 (incluindo o perpetrador) | 1       | Christian Hartmann, um estudante de 21 anos que não aceitava o fim de seu relacionamento com uma das vítimas, estava no laboratório CIS-Poli (Centro de Integração de Sistemas) quando as vítimas, Cristina Francisco Alves, 20, e o atual namorado dela, Winston Hooki Goldoni, 23, entraram no local. Antes de Hartmann abrir fogo, Alves foi baleada no tórax e na cabeça e faleceu a caminho do hospital, enquanto Goldoni foi baleado no tórax, no braço direito e na cabeça. Goldoni ficou 56 dias internado em estado grave no Hospital das Clínicas antes de receber alta. Após os tiros, Hartmann se matou com um tiro na boca. |
| 1° de abril de 1996    | Faculdade de Engenharia Química de Lorena, Lorena, São Paulo                   | Antônio Carlos da Costa, 29 | 1                           | 1       | Um estudante identificado como Antônio Carlos de Costa, de 29 anos, armado com um revólver Taurus calibre .38, atirou quatro vezes contra o professor e diretor Miguel Renato Martins, de 44 anos, que foi baleado no peito, e contra Ivani de Oliveira, de 41 anos, que foi baleada de raspão no tórax e no braço esquerdo. Antes que Costa fugisse da faculdade e fosse para a rodovia Lorena-Itajubá, ele foi preso. Costa revelou que estava sendo perseguido por estudantes e funcionários da instituição. |
| 24 de novembro de 1997 | Escola de 1° e 2° Graus Alípio de Oliveira e Silva, Taboão da Serra, São Paulo | Rodolfo Eduardo Kersul, 17  | 1 (o perpetrador)           | 1       | Durante uma discussão na Escola de 1° e 2° Graus Alípio de Oliveira e Silva, o atirador, Rodolfo Eduardo Kersul, de 17 anos, saltou o muro da escola e atirou contra estudantes no pátio da instituição. O aluno e amigo do atirador, Maurício Davi Masahraya Vardejo, de 18 anos, tentou agarrar Kersul e tomar sua arma, mas a arma acabou disparando e atingindo Vardejo no abdômen, que ficou levemente ferido, antes de Kersul se matar com um tiro na cabeça. A arma usada no crime foi um revólver calibre .38, e a motivação do ataque foi que um dos estudantes atingiu Vardejo com uma vassoura no braço.                      |

## Casos ocorridos na década de 2000
Houve ao menos 14 ataques em instituições educacionais no Brasil que ocorreram na década de 2000 até o ano completo de 2009. 15 pessoas morreram nesses ataques. Incluindo 3 perpetradores desses ataques.
| Data                    | Localização                                                               | Perpetrador(es)                      | mortos                                                  | feridos                     | Descrição |
| ----------------------- | ------------------------------------------------------------------------- | ------------------------------------ | ------------------------------------------------------- | --------------------------- | --- |
| 25 de fevereiro de 2000 | Escola Estadual Samuel Wainer, Cidade de São Paulo, São Paulo             | Dois perpetradores não identificados | 1                                                       | 3                           | O estudante M. L. A. S., 14, foi fatalmente baleado, outros dois alunos, E. D. C., 16, baleado no pescoço, e J. T. L., 17, baleado na perna, além de uma funcionária que também foi atingida em um tiroteio na frente da Escola Estadual Samuel Wainer. Os dois suspeitos foram presos mais tarde. |
| 6 de março de 2001      | Escola Estadual José Ferraz Sampaio Penteado, Limeira, São Paulo          | R. H. E. S., 16                      | 1                                                       | 3                           | Uma discussão começou na porta da E. E. Professor José Ferraz Sampaio Penteado, em Limeira, São Paulo, quando um adolescente que não estudava na escola, chamado Willian C. P., de 15 anos, começou a trocar ofensas com R. H. E. S., de 16 anos, pois a irmã de Willian, de 13 anos, que havia acabado o relacionamento com R. H. E. S., estava sendo ameaçada por ele. R. H. E. S., que tinha a intenção de matar a irmã de Willian, sacou uma pistola e começou a efetuar os disparos. Três alunos foram baleados, sendo um deles Deison Ricardo da Cruz, de 13 anos, que estava sentado próximo ao portão, foi baleado na testa e a bala alojou-se na nuca de Cruz; o garoto morreu no hospital de Limeira. Willian C. P. foi baleado no braço, um segundo adolescente foi baleado no abdômen e o terceiro adolescente levou coronhadas na cabeça. Depois, R. H. E. S. fugiu de carro, dirigido pela própria mãe, e está foragido.                                                                          |
| 6 de agosto de 2001     | Escola Estadual Aloísio Short, Macaúbas, Bahia                            | Robério Souza de Oliveira, 18        | 1 (o perpetrador)                                       | 7                           | Por volta das 8h, o agricultor desempregado Robério Souza de Oliveira, de 18 anos, saltou a lateral do muro do Colégio Estadual Aloísio Shorto, em Macaúbas. Conseguindo ter acesso ao local, Oliveira se dirigiu à sala de aula sem dizer nada. Oliveira começou a atirar contra os estudantes, ferindo seis alunos com idades entre 14 e 17 anos. A professora Adriana Cássia Beatriz Bastos Pinto também foi ferida no ataque. Oliveira fugiu da escola e se dirigiu a um morro da cidade, onde foi cercado pela polícia. Logo em seguida, Oliveira se matou com um tiro na cabeça. A arma usada no ataque foi uma espingarda do tipo "cartucheira". |
| 27 de março de 2002     | Ônibus escolar da Escola Estadual Arnaldo Busato, Foz do Iguaçu, Paraná   | Pedro da Silva Prusch, 51            | 1                                                       | 2                           | Um mecânico de 51 anos, identificado como Pedro da Silva Prusch, invadiu um ônibus escolar de Foz do Iguaçu que ia para a Escola Estadual Arnaldo Busato, por volta das 12h30, e disparou diversos tiros de arma de fogo. Três estudantes com idades entre 12 e 15 anos foram baleados no ataque, E. R. V., 12 e I. L. C., 14, foram baleados de raspão e receberam alta no mesmo dia, já Tiago Misael Ferreira, 15, foi baleado três vezes e morreu no local. Prusch conseguiu fugir antes que os moradores conseguissem capturá-lo. |
| 11 de maio de 2002      | Colégio Estadual Nova Itália, Cascavel, Paraná                            | J. O., 16                            | 0                                                       | 3                           | Um tiroteio provocado por uma confusão entre alunos e integrantes de uma gangue durante uma partida de futebol na porta do Colégio Estadual Nova Itália ocorreu por volta das 22h30. Três estudantes identificados como: Janete de Oliveira, 14, atingida de raspão no pescoço; Maycon Alexandre da Silva, 15, que ficou em estado grave após ser baleado nas costas; e Diésica Cristina da Silva, 17, atingida de raspão nas costas. Após os tiros, o atirador, J. O., de 16 anos, seu irmão de 21 anos, Joel de Oliveira, e um outro adolescente foram detidos em conexão ao crime. |
| 28 de outubro de 2002   | Escola Sigma, Salvador, Bahia                                             | E. R., 17                            | 2                                                       | 0                           | Tiroteio na Escola Sigma : Na manhã de segunda-feira, E. R., de 17 anos, chegou atrasado na escola. A professora de matemática perguntou a E. R. que deveria apresentar uma tarefa feita em casa por ele. E. R., afirmando que trouxe a tarefa, sacou o revólver calibre 38, que pertencia a seu pai, e imediatamente atirou em Vanessa Batista, alvejando-a e matando-a instantaneamente. Depois, E. R. se aproximou de Natasha Ferreira, de 15 anos, e atirou nela. Ferreira sobreviveu aos tiros, mas morreu no hospital. E. R. se dirigiu à quadra da escola, onde ameaçou se matar, mas foi impedido por seu irmão de 21 anos, que conseguiu persuadi-lo a se entregar à polícia. |
| 28 de janeiro de 2003   | Escola Estadual Coronel Benedito Ortiz, Taiúva, São Paulo                 | Edmar Aparecido Freitas, 18          | 1 (o perpetrador)                                       | 8                           | Tiroteio na escola de Taiúva: Edmar Aparecido Freitas, um ex-estudante de 18 anos, armado com um revólver calibre 38, saltou o muro lateral da escola por volta das 14h40. Freitas, sem dizer nada, começou a atirar em todos os lados do pátio, onde havia cerca de 50 alunos, ferindo cinco alunos, um deles gravemente, que ficou paraplégico. Freitas recarregou seu revólver e dirigiu-se para dentro do prédio da escola, onde começou a atirar novamente, ferindo gravemente outro aluno; uma professora também foi ferida. Freitas dirigiu-se à parte externa da escola e foi para a zeladoria, onde atirou no caseiro. Depois, Freitas apontou o revólver para o peito da mulher do zelador, mas desistiu após ser convencido por ela e, em seguida, cometeu suicídio. |
| 18 de fevereiro de 2003 | Escola Estadual Nossa Senhora de Belo Ramos, Belo Horizonte, Minas Gerais | W. P., 16                            | 1                                                       | 3 (incluindo o perpetrador) | Um aluno de 16 anos com as iniciais W. P., temendo de ser morto, levou um revólver calibre 38 a escola e entrou na sala de aula armado, W. P. atirou contra três alunos que também estavam armados e subiram o muro do fundo da escola e fugiram. W. P. se retirou da sala após ser ferido pelos alunos e depois atirou mais vezes e atingiu três pessoas, duas meninas de 14 e 17 anos nos pés e um menino de 17 anos, que ficou em estado grave após ser baleado quatro vezes. Antes de W. P. fugir da escola e ser identificado pelas autoridades, onde foi detido. O Menino baleado morreu 5 dias mais tarde, no dia 23, e foi identificado como Daniel Santos Camargo, 17. |
| 7 de abril de 2003      | Colégio Municipal Diva Portela, Feira de Santana, Bahia                   | Anilda Marques 19                    | 0                                                       | 3                           | Anilda Marques, uma aluna de 19 anos, teria discutido com seus colegas por causa de uma tarefa, fazendo com que ela pegasse uma faca e esfaqueasse Magno da Silva Santos, nas costas e barriga, ferindo-o gravemente. Silva foi internado no Hospital Clériston de Andrade. Outros dois colegas foram feridos antes que Marques fosse detida. |
| 20 de maio de 2003      | Escola Estadual Jardim das Rosas, Francisco Morato, São Paulo             | Perpetrador não identificado         | 1                                                       | 1                           | Por volta das 21h, um encapuzado invadiu a Escola Estadual Jardim das Rosas e atirou cinco vezes em dois alunos. Maicon de Jesus, 18, foi atingido três vezes na cabeça e faleceu. Tiago Clemente da Silva, 20, foi atingido na perna e não ficou em estado grave. O atirador escapou do local após os tiros. |
| 5 de fevereiro de 2004  | Escola informática de Remanso, Bahia                                      | D., 17                               | 2 (incluindo um jovem de 13 anos morto antes do ataque) | 3                           | Um jovem de 17 anos com a inicial D. invadiu uma escola de informática da cidade de Remanso, às 19h30, com um revólver calibre 38. D. subiu 18 degraus e entrou na instituição onde tinha 23 pessoas. D. disparou diversos tiros. Ana Paula Feitosa de Almeida, 23, uma aluna da escola, foi atingida com gravidade e morreu. Outras duas pessoas foram baleadas e sobreviveram, entre elas estão Francisca Alves Rodrigues, 40, e a aluna Maria Dulce Ribeiro Silva, 28. Uma terceira ferida, Mayanne Santos, 24, aluna da instituição, pulou da janela e despencou de três metros, sofrendo uma fratura na perna. D. foi dominado por dois alunos até a chegada da polícia, onde mais tarde foi apreendido. Antes do ataque, às 19h, D. pagou um motoboy para levá-lo ao centro da cidade, onde matou um jovem de 13 anos na hora, identificado como Farlley Bastos Almeida, 13, com tiros no peito e cabeça, e depois apontou o revólver na cabeça do motoboy e obrigou-o a levá-lo à escola de informática. |
| 19 de agosto de 2005    | Colégio Estadual Josefina de Souza Lima, Contagem, Minas Gerais           | Perpetrador não identificado         | 1                                                       | 2                           | Um homem não identificado, com cerca de 30 anos, chamou um estudante de 15 anos na porta de um colégio de Contagem. Quando o estudante se aproximou, o homem disparou cinco tiros, atingindo-o e matando-o na hora, o estudante com três tiros no coração. O irmão da vítima fatal, um estudante de 16 anos, foi atingido de raspão no peito e uma aluna de 14 anos foi baleada na perna. Ambos foram levados ao hospital de Contagem e não correm risco de morte. Após os tiros, o homem fugiu e rendeu um motorista, fugindo com o caminhão que ele dirigia, antes de abandonar. |
| 3 de dezembro de 2007   | Escola Municipal Abílio Gomes da Costa, Betim, Minas Gerais               | Wharley Costa Borges, 23             | 1                                                       | 1                           | Um homem identificado como Wharley Costa Borges, de 23 anos, atirou em duas meninas na Escola Municipal Abílio Gomes da Costa, após elas terem brigado com sua esposa. A estudante, Fernanda de Oliveira Silva, 16, foi baleada duas vezes no tórax e abdômen e faleceu a caminho do hospital, outra menina da mesma idade, S. A. G., foi baleada três vezes de raspão na cabeça e braços e foi internada na Unidade de Atendimento Imediato do bairro Jardim Teresópolis, e sobreviveu. Após o ataque, Costa saltou o muro da escola e fugiu. |
| 18 de dezembrode 2009   | Escola Estadual Carolina Mendes Thame, Piracicaba, São Paulo              | José Maria Roque, 55                 | 2 (incluindo o perpetrador)                             | 0                           | Por volta das 20h, o funcionário público, José Maria Roque, de 55 anos, entrou pelo portão da Escola Estadual Carolina Mendes Thame e se dirigiu à sala dos docentes, onde disparou diversos tiros que atingiram no peito e mataram o professor de sociologia, Nilo Sérgio Costa Braga, também de 55 anos. Antes que Maria saísse do local e se dirigisse ao corredor, onde se matou com um tiro na boca. No dia do ataque, não havia alunos e não tinha aulas na escola. |

## Casos ocorridos na década de 2010
Houve ao menos 26 ataques em instituições educacionais que ocorreram no Brasil na década de 2010 até o ano completo de 2019. 45 pessoas morreram nesses ataques. Incluindo 8 perpetradores desses ataques.
| Data                    | Localização                                                                       | Perpetrador(es)                                           | mortos                                              | feridos                      | Descrição |
| ----------------------- | --------------------------------------------------------------------------------- | --------------------------------------------------------- | --------------------------------------------------- | ---------------------------- | --- |
| 7 de abril de 2011      | Escola Municipal Tasso da Silveira, Realengo, Rio de Janeiro                      | Wellington Menezes de Oliveira, 23                        | 13 (incluindo o perpetrador)                        | 22                           | Massacre de Realengo : Conhecido como o massacre em escola secundária mais mortífero do Brasil e o segundo ataque em uma instituição educacional mais mortífera do Brasil, Wellington Menezes de Oliveira, um ex-estudante de 23 anos, dirigiu-se para a escola onde estudava anteriormente e se apresentou como palestrante, por volta das 8h, conseguindo ter acesso ao local. Oliveira entrou em uma das salas e começou a atirar nos estudantes, mirando no corpo dos meninos e na cabeça das meninas. Os alunos começaram a correr para fora da escola. Oliveira se dirigiu para a outra sala e começou a atirar novamente. Um sargento que estava próximo da escola percebeu a movimentação na escola e rapidamente se dirigiu para lá, onde se deparou com Menezes. O sargento atirou no atirador, atingindo-o duas vezes, e depois Menezes cometeu suicídio. |
| 21 de junho de 2011     | Centro Integrado de Educação e Saúde (CIES) Terezinha Parente, Fortaleza, Ceará   | Estudante não identificada de 17 anos                     | 1                                                   | 2 (incluindo a perpetradora) | Uma aluna de 17 anos que sofria bullying e tinha desentendimento com duas alunas, que são gêmeas, iniciou uma discussão na sala de aula com as duas e depois sacou a faca e esfaqueou as duas vítimas, uma delas identificada como Itamara Monteiro de Oliveira, morreu esfaqueada no peito e a outra, que tentou apartar a briga foi esfaqueada na cabeça. O ataque ocorreu por volta das 19h45, a suspeita também se feriu e foi levada ao hospital e depois apreendida. |
| 22 de setembro de 2011  | Escola Municipal Alcina Dantas Feijão, São Caetano do Sul, São Paulo              | Davi Mota Nogueira, 10                                    | 1 (o perpetrador)                                   | 1                            | Davi Mota Nogueira, um aluno que estudava na Escola Municipal Alcina Dantas Feijão, em São Caetano do Sul, pediu permissão à professora de português, Rosileide Queirós de Oliveira, de 38 anos, para ir ao banheiro. A professora permitiu que Nogueira fosse ao banheiro. Quando Nogueira voltou para a sala, sacou o revólver calibre 38, que pertencia a seu pai, que é guarda municipal. E atirou contra a professora, atingindo-a na região do lombar. Logo em seguida, Nogueira saiu da sala e se dirigiu ao corredor, onde cometeu suicídio. |
| 11 de abril de 2012     | Escola Estadual Éneas de Carvalho, Santa Rita, Paraíba                            | Estudante não identificado de 16 anos                     | 0                                                   | 3                            | Por volta das 13h30, dois adolescentes, um deles o próprio atirador, entraram na Escola Estadual Éneas de Carvalho, em Santa Rita, onde começaram a atirar, disparando seis tiros. Um menino e duas meninas foram baleados, mas não tiveram ferimentos graves. O motivo do ataque é que o atirador queria parar de estudar, de acordo com a G1. O adolescente de 16 anos foi detido, junto com outro suspeito de 13 anos que acompanhou o atirador. |
| 26 de outubro de 2012   | Universidade Federal de Minas Gerais (UFMG), Belo Horizonte, Minas Gerais         | Adiel Alves, 21                                           | 1 (o perpetrador)                                   | 1                            | Na tarde de sexta-feira, o funcionário de uma empresa terceirizada que trabalhava na portaria da Faculdade de Farmácia da universidade, Adiel Alves, 21, chegou de moto e armado na Universidade Federal de Minas Gerais (UFMG) e disparou tiros contra o segurança, Maximiliano Vaz da Silva, 27, atingindo-o no braço, antes que Vaz atingisse Alves cinco vezes e o matasse. A troca de tiros ocorreu no Campus Pampulha. |
| 10 de maio de 2013      | Escola Estadual Maria da Piedosa Fonseca, Vespasiano, Minas Gerais                | Perpetrador não identificado                              | 1                                                   | 2                            | Em uma briga de gangues, um suspeito atirou contra estudantes na frente da escola de Vespasiano. Três estudantes de 15, 16 e 18 anos foram baleados na frente da Escola Estadual Maria da Piedosa Fonseca. A estudante de 16 anos, baleada na cabeça, morreu no hospital mais tarde naquele dia e foi identificada como Ana Caroline Silva Costa. Os dois alunos feridos foram baleados três e uma vez pelo suspeito que logo em seguida fugiu. |
| 13 de maio de 2013      | Escola Municipal São Francisco Xavier, Barcarena, Pará                            | Estudante não identificado de 15 anos                     | 0                                                   | 3                            | Na manhã de segunda-feira, um estudante de 15 anos armado com um revolver calibre 38, disparou tiros na frente da Escola Municipal São Francisco, três alunos foram baleados de forma não grave e o estudante foi detido após o crime. |
| 4 de julho de 2013      | Escola Estadual Ephigênia Jesus Werneck, Belo Horizonte, Minas Gerais             | Alexandre Esteves dos Santos, 19                          | 0                                                   | 2                            | Um homem identificado como Alexandre Esteves dos Santos, um estudante de 19 anos, estuda na Escola Estadual Ephigênia Jesus Werneck, em Belo Horizonte. Ficou esperando por um aluno que é praticante de bullying nas escadas da escola. Esteves sacou um revólver calibre 38 e atirou contra um aluno de 15 anos, com as iniciais P. O. T., ferindo-o na orelha e no ombro. Esteves descarregou o revólver novamente e atirou, atingindo outro aluno de 16 anos com as iniciais R. R. S. na barriga. Esteves descarregou o revólver. Após os disparos, Esteves fugiu da escola e retornou para casa, onde mais tarde foi apreendido. |
| 11 de setembro de 2013  | Escola Estadual José Ferreira Barbosa, Campo Grande, Mato Grosso do Sul           | Estudante não identificada de 16 anos                     | 1                                                   | 1                            | Uma aluna de 16 anos iniciou uma discussão com Luana Vieira Gregório, de 15 anos, alegando que a vítima estava com um perfume que causava alergia a ela, pois Vieira estava incomodando colegas de classe ao disparar o spray de um perfume dentro da sala de aula e foi repreendida pela suspeita. Vieira e a suspeita, insatisfeitas, brigaram na frente da escola por volta das 11h30, até que a suspeita pegou uma faca de um colega e atacou Vieira. Vieira foi esfaqueada no abdômen e morreu no hospital. Uma outra aluna e amiga da vítima foi esfaqueada na perna. Antes que a suspeita fugisse e fosse apreendida mais tarde. |
| 26 de maio de 2014      | Universidade de Passo Fundo (UPF), Passo Fundo, Rio Grande do Sul                 | Fabiano Cardozo Machado, 26                               | 1                                                   | 1                            | Uma briga de alunos na Universidade de Passo Fundo fez com que Fabiano Cardozo Machado, de 26 anos, armado com uma faca, atingisse e ferisse gravemente com uma facada no peito Claudeci Altair Lenz, 44, em frente ao prédio dos cursos de Administração, Ciências Contábeis e Economia da instituição. Altair morreu às 13h30, três dias no hospital após ter morte encefálica. Próximo da universidade, Cardozo espancou e feriu uma mulher que acreditava ser estudante da instituição. |
| 22 de julho de 2014     | Escola Municipal Machado de Assis, Ituiutaba, Minas Gerais                        | Igor Henrique da Silva, 17                                | 1 (o perpetrador)                                   | 2                            | Igor Henrique da Silva, um jovem de 17 anos armado com um facão, entrou na Escola Municipal Machado de Assis, em Ituiutaba, e começou a ameaçar estudantes que estavam no pátio. Quando Silva encontrou uma aluna de 13 anos com quem havia terminado o relacionamento anteriormente, ele a segurou pelo pescoço e a arrastou para dentro do refeitório, onde começou a ameaçá-la de morte. A Polícia Militar foi acionada e chegou ao local, tentando fazer diversas negociações durante 40 minutos, mas não conseguiu. Quando Silva estava prestes a ameaçar a aluna novamente, foi baleado na cabeça por um policial não identificado e morreu ao chegar ao hospital. Um policial foi ferido na mão por Silva, que estava exaltado, ao tentar tirar o facão da mão dele, e a aluna de 13 anos que foi feita refém por Silva foi ferida no pescoço. |
| 16 de setembro de 2016  | Creche Infantil Boomerang, Belo Horizonte, Minas Gerais                           | Odete Alves de Oliveira, 55                               | 0                                                   | 2                            | Uma mulher de 55 anos com problemas mentais invadiu uma creche, roubando as chaves da instituição e conseguindo ter acesso ao local. A instituição fica localizada em Belo Horizonte. A agressora, que é mãe da proprietária da creche, Odete Alves de Oliveira, tentou atacar uma funcionária a facadas, mas falhou e então decidiu atacar dois alunos que são irmãos. Um menino de 2 anos foi atingido do lado direito do tórax e uma menina de 4 anos, que tentou defender o irmão, foi esfaqueada e teve o fígado e pulmão levemente perfurados. No dia anterior ao ataque, Alves tentou tirar a vida da própria filha, mas foi contida por familiares e levada ao Centro de Referência em Saúde Mental (Cersam). |
| 5 de dezembro de 2016   | Escola Técnica Estadual Carmine Biagio Tundisi, Atibaia, São Paulo                | Estudante não identificado de 15 anos                     | 0                                                   | 3                            | Por volta das 13h, três estudantes de 15 anos ficaram feridas após um outro aluno da mesma idade atacá-las com uma tesoura, nas regiões da cabeça, costas e braços, antes do estudante tentar fugir e ser contido por funcionários da instituição. |
| 20 de fevereiro de 2017 | Colégio Estadual Cora Coralina, Cidade de Goiás, Goiás                            | Estudante não identificado de 17 anos                     | 0                                                   | 2                            | Um estudante de 17 anos havia se desentendido com um colega de 20 anos por causa de uma pipa, isso fez com que o estudante atirasse no colega de 20 anos com uma arma de fogo, ferindo-o. Um aluno de 8 anos foi baleado acidentalmente no pé, antes que o suspeito fugisse e fosse apreendido no dia seguinte. |
| 5 de outubro de 2017    | Centro Municipal de Educação Infantil Gente Inocente, Janaúba, Minas Gerais       | Damião Soares dos Santos, 50                              | 14 (incluindo o perpetrador)                        | 37                           | Massacre de Janaúba : Um vigilante noturno de 50 anos que trabalhava em uma creche municipal de Janaúba, dirigiu-se ao Centro Municipal de Educação Infantil Gente Inocente, dizendo que ia entregar um atestado médico, conseguindo ter acesso ao local. Ao entrar na creche, Soares foi até uma das salas de aula, onde crianças estavam participando de atividades. Soares trancou a porta da sala e lançou combustível nas crianças, nos funcionários e a si mesmo. E depois Soares ateou fogo nas vítimas, iniciando um incêndio que tomaria conta da creche. Quatro crianças faleceram no local devido aos ferimentos de queimaduras e, posteriormente, mais seis crianças, duas professoras, uma auxiliar e o autor do ataque morreram, totalizando quatorze mortos e 37 feridos. Este é o ataque em uma escola primária mais mortífero do Brasil e o ataque em uma instituição educacional mais mortífera do Brasil. |
| 20 de outubro de 2017   | Colégio Goyases, Goiânia, Goiás                                                   | Estudante não identificado de 14 anos                     | 2                                                   | 4                            | Massacre do Goyases : No intervalo das aulas, o aluno de 14 anos, que estava armado com um Taurus PT 100 dentro de sua mochila. Depois sacou a arma e começou a atirar múltiplas vezes dentro da sala de aula. Dois alunos, João Vitor Gomes e João Pedro Calembo, ambos de 13 anos, faleceram e outros quatro alunos - três meninas e um menino - ficaram feridos; uma das alunas baleadas ficou paraplégica. Uma coordenadora persuadiu o aluno a acompanhá-la até a biblioteca, onde conseguiu acalmá-lo e fazê-lo travar a arma. |
| 30 de agosto de 2018    | Ônibus escolar de Boituva, São Paulo                                              | Edivan Francisco da Silva, 30                             | 0                                                   | 2                            | Um homem de 30 anos, identificado como Edivan Francisco da Silva, invadiu um ônibus escolar de Boituva, onde esfaqueou a ex-mulher de 37 anos que foi atacada na frente de 40 estudantes com idades entre 7 a 13 anos. O motorista do ônibus tentou intervir e também foi esfaqueado por Francisco. As duas vítimas ficaram em estado grave. Antes de Francisco sair do ônibus e entrar em um carro de um outro motorista que estava passando no local, onde obrigou ele a fugir, Francisco acabou preso mais tarde e o condutor do carro não se feriu. |
| 4 de setembro de 2018   | Ônibus escolar da Escola Estadual Ivens Vieira, Angatuba, São Paulo               | Perpetrador não identificado                              | 0                                                   | 3                            | Um homem não identificado e suspeito de ser ex-aluno da escola pediu carona para um motorista de um ônibus escolar de 32 anos da Escola Estadual Ivens Vieira . O motorista rejeitou o homem, que ficou enfurecido e saiu do local. Ao voltar armado com uma arma branca, feriu o motorista e também atacou dois estudantes de 17 e 20 anos no peito e abdômen. Os três feridos foram socorridos e não tiveram lesões graves. O suspeito fugiu após o esfaqueamento. |
| 28 de setembro de 2018  | Colégio Estadual João Manoel Mondrone, Medianeira, Paraná                         | Dois estudantes não identificados de 15 anos              | 0                                                   | 2                            | Ataque a escola em Medianeira : Um aluno de 15 anos fez dois disparos de garrucha, atingindo o aluno, Bruno Raphael Facundo, de 15 anos nas costas. Depois, o aluno recarregou a arma e continuou a atirar. O segundo aluno chegou à porta da sala e tentou acender uma bomba caseira, mas desistiu. Então, ele pegou uma faca e encontrou-se com o outro aluno. Eles começaram a procurar por alunos ou funcionários e encontraram outro aluno que foi ferido na perna. Os dois adolescentes foram até o segundo andar da instituição e lá arremessaram bombas caseiras para tentar afastar os policiais. Após a Polícia Militar localizar os dois adolescentes, foram recebidos a tiros pelos mesmos. Em seguida, eles se renderam. |
| 13 de março de 2019     | Escola Estadual Raul Brasil, Suzano, São Paulo                                    | Guilherme Taucci Monteiro, 17 Luiz Henrique de Castro, 25 | 10 (incluindo os perpetradores e o tio de Monteiro) | 11                           | Massacre de Suzano : Na manhã do dia 13 de março, dois atiradores e ex-alunos da da Escola Estadual Raul Brasil, em Suzano. Mataram sete pessoas e feriu outras 11 pessoas, antes de um dos atiradores matar o próprio comparsa e depois cometer suicídio. Tudo começou quando o primeiro atirador, Guilherme Taucci Monteiro, de 17 anos, entrou na escola e começou a atirar contra as pessoas que estavam na escola. Logo em seguida, o segundo atirador, Luiz Henrique de Castro, de 25 anos, também entrou na escola e começou a atingir as vítimas com uma machadinha. Cinco alunos e duas funcionárias faleceram e outros 11 ficaram feridos, dois deles em estado grave. Após o massacre, Monteiro matou o próprio comparsa e logo em seguida cometeu suicídio. Antes do massacre acontecer, os dois atiradores atiraram no tio de Monteiro em uma locadora próxima da escola, matando-o. Totalizando 10 mortos, incluindo os dois atiradores e 11 feridos, dois deles em estado grave. Esse é o terceiro ataque em uma instituição educacional mais mortal do Brasil e o segundo ataque em uma escola secundária mais mortífera. |
| 21 de maio de 2019      | Escola Municipal Josefina de Souza Lima, Belo Horizonte, Minas Gerais             | Estudante não identificado de 11 anos                     | 0                                                   | 3                            | Um aluno de 11 anos com transtornos psicológicos, armado com três facas, teve um surto na sala de aula e atacou uma aluna a facadas por volta das 9h45, além de enforcar outras duas meninas, que tiveram ferimentos leves, antes que o suspeito fosse contido por guardas até a chegada da polícia militar. |
| 5 de julho de 2019      | Pontifícia Universidade Católica (PUC), Cidade de São Paulo, São Paulo            | Bruno Silva, 27                                           | 1 (o perpetrador)                                   | 1                            | Um ex-aluno de Engenharia Civil, Bruno Silva, 27, entrou em discussão por causa do cheiro ruim com um segurança e porteiro, José, 57, dentro do banheiro do prédio da PUC-SP. Silva agrediu José com um golpe de barra de ferro, antes de ser fatalmente esfaqueado por José. É o segundo atentado em uma instituição na cidade, antes ocorrido em outra universidade em 1995. |
| 21 de agosto de 2019    | Instituto Estadual Educacional Assis Chateaubrian, Charqueadas, Rio Grande do Sul | Adolescente não identificado de 17 anos                   | 0                                                   | 7                            | Por volta das 13h30, um adolescente de 17 anos que não estudava na instituição entrou nas portas dos fundos da escola, e depois entrou em uma das salas onde lançou um coquetel molotov que chegou a explodir, mas não feriu ninguém. E logo em seguida, o adolescente começou a golpear as vítimas com uma machadinha. Um professor de educação física percebendo o ataque, entrou na sala e imobilizou o adolescente, que conseguiu se desvencilhar e fugir da instituição, pulando o muro da escola. O adolescente foi apreendido mais tarde. Seis alunos com idades entre 12 a 14 anos e uma professora foram atingindos, mas nenhum teve ferimentos graves. |
| 19 de setembro de 2019  | Centro Educacional Unificado (CEU) de Aricanduva, Cidade de São Paulo, São Paulo  | Estudante não identificado de 14 anos                     | 0                                                   | 2 (incluindo o perpetrador)  | Por volta das 9h20, um estudante de 14 anos atacou um professor que estava no corredor e depois foi para a sua sala avisar os colegas sobre o que tinha feito e sobre ter se esfaqueado, antes de ser contido por outro professor. O ataque ocorreu no destrito de Aricanduva. |
| 7 de novembro de 2019   | Escola Estadual Orlando Tavares, Caraí, Minas Gerais                              | Estudante não identificado de 17 anos                     | 0                                                   | 2                            | Dois alunos de 17 anos tiveram ferimentos leves após serem baleados por um atirador que é aluno da instituição, também de 17 anos, que entrou armado com um facão, uma garrucha e uma réplica de arma. O adolescente pulou o muro da escola e começou a disparar. Os tiros atravessaram a porta de uma das salas e atingiram os dois alunos. O atirador voltou para casa e foi convencido pelo seu irmão a se entregar à Polícia Militar. |
| 6 de dezembrode 2019    | Universidade Federal de Santa Catarina (UFSC), Florianópolis, Santa Catarina      | Homem não identificado de 30 anos                         | 0                                                   | 3                            | Uma discussão por troca de quartos na moradia estudantil em uma universidade de Santa Catarina fez com que um homem atacasse duas mulheres de 25 anos e uma terceira mulher, uma delas estudante do local e outras duas em convite de outros alunos, a facadas e pauladas. |

## Casos ocorridos na década de 2020
Houve ao menos 39 ataques em instituições educacionais que ocorreram no Brasil entre janeiro de 2020 até julho de 2025; 13 dos ataques ocorreram apenas em 2023. 34 pessoas faleceram nesses ataques. Incluindo três perpetradores desses ataques.
Com mais de sete ataques, o ano de 2023 é considerado o ano com mais ataques em escolas no Brasil. Levantamento de 20 anos feito pelo Instituto Sou da Paz, revela que um em cada três ataques em escolas já registrados no Brasil aconteceu em 2023.
| Data                    | Localização                                                                              | Perpetrador(es)                                                           | mortos                      | feridos                     | Descrição |
| ----------------------- | ---------------------------------------------------------------------------------------- | ------------------------------------------------------------------------- | --------------------------- | --------------------------- | --- |
| 29 de março de 2021     | Colégio Salesiano Dom Bosco, Americana, São Paulo                                        | Estudante não identificado de 13 anos                                     | 0                           | 2 (incluindo o perpetrador) | Um jovem de 13 anos entrou armado com uma arma de chumbinho, explosivos e um martelo no Colégio Salesiano Dom Bosco, emAmericana. O jovem seguiu até o primeiro andar da instituição, onde tentou usar os explosivos, mas falhou. Depois, fez disparos que atingiram uma funcionária na região das costas. Logo em seguida, o aluno tentou cometer suicídio atirando três vezes na própria cabeça com a arma de chumbinho, mas falhou e foi apreendido. |
| 4 de maio de 2021       | Escola Infantil Pró-Infância Aquarela, Industrial, Saudades, Santa Catarina              | Fabiano Kipper Mai, 18                                                    | 5                           | 2 (incluindo o perpetrador) | Ataque à creche de Saudades : Um homem de 18 anos, identificado como Fabiano Kipper Mai, invadiu uma creche com uma adaga e uma catana. Kipper atacou Keli Adriane Aniecevski, uma professora de 30 anos, que, embora ferida, correu para uma sala onde estavam outras crianças e outra funcionária para alertar sobre o ataque. Kipper perseguiu a Aniecevski e a atacou novamente, matando-a. Logo em seguida, Kipper atacou o restante das vítimas que estavam na sala, matando a agente educacional Mirla Amanda Renner Costa, de 20 anos e três crianças, e ferindo outra criança. Kipper tentou cometer suicídio, mas sobreviveu. |
| 22 de fevereiro de 2022 | Escola Estadual Ângelo Barros de Araújo, Caraguatatuba, São Paulo                        | Estudante não identificado de 16 anos                                     | 0                           | 2 (incluindo o perpetrador) | Um aluno de 16 anos esfaqueou a diretora no abdômen, braço e perna quando ela abria o portão da escola. Alunos que estavam no local socorreram a diretora. O aluno fugiu da e escola e se feriu após o ataque, foi socorrido e logo em seguida foi apreendido. |
| 23 de fevereiro de 2022 | Escola Estadual Doutor Isaac Swerne, Manaus, Amazonas                                    | Matheus Alex Moreira da Silva, 21                                         | 1                           | 2                           | Uma briga entre estudantes que começou dentro da escola e se desenrolou na frente da escola fez com que um estudante, Matheus Alex Moreira da Silva, de 21 anos, atingisse Carlos Henrique da Silva Brito, 16, a facadas. Quando ele foi socorrido e levado ao hospital, acabou falecendo. Rodrigo da Silva Brito, o irmão de Henrique de 20 anos, foi esfaqueado no pescoço e uma segunda vítima, um aluno de 17 anos, foi atingido na barriga, antes que Alex fugisse do local. A arma usada no crime foi uma faca. |
| 22 de março de 2022     | Colégio Floresta, Cidade de São Paulo, São Paulo                                         | Aluno não identificado de 13 anos                                         | 0                           | 2                           | Durante a troca de aulas, não havia nenhum professor na sala de aula na hora do incidente. Uma aluna de 12 anos foi esfaqueada dez vezes por um aluno de 13 anos que levou uma faca para o Colégio Floresta para atacar a vítima. Um segundo aluno de 11 anos que tentou intervir na agressão também foi ferido. O caso aconteceu no bairro de São Miguel Paulista. |
| 6 de maio de 2022       | Escola Municipal Brigadeiro Eduardo Gomes, Ilha do Governador, Rio de Janeiro            | Estudante não identificado de 14 anos                                     | 0                           | 3                           | Três estudantes de 14 anos tiveram ferimentos leves após serem esfaqueados por um outro colega de 14 anos, na Escola Municipal Brigadeiro Eduardo Gomes, na Ilha do Governador. Antes do ataque, o adolescente pegou o celular e, começou a filmar as agressões. Um professor usou uma cadeira para tentar impedir o aluno de atacar os colegas, mas o rapaz feriu os outros dois colegas. Somente depois foi contido. |
| 28 de junho de 2022     | Centro de Ensino Fundamental (CEF) 405, Recanto das Emas, Destrito Federal               | Estudante não identificado de 16 anos                                     | 0                           | 2                           | Um estudante de 16 anos, armado com um canivete emprestado por um colega, esfaqueou duas vítimas de 14 e 16 anos antes de ser detido. A primeira vítima foi atingida com um corte na mão e a outra foi atingida com um corte nas costas. Ambos foram socorridos com ferimentos leves. |
| 19 de agosto de 2022    | Escola Municipal de Ensino Fundamental Eber Louzada Zippinotti, Vitória, Espírito Santo  | Henrique Lira Trad, 18                                                    | 0                           | 3                           | Ataque escolar de Vitória: Por volta das 13h45, o ex-estudante, Henrique Lira Trad, de 18 anos, chegou à Escola Municipal de Ensino Fundamental Eber Louzada Zippinotti, com diversas armas, incluindo uma besta que utilizaria no ataque. Lira tentou entrar na instituição, mas foi impedido pelo porteiro. Lira saltou o muro da escola, deixando algumas das armas para trás. Lira se dirigiu à sala dos professores e tentou atingir uma coordenadora, mas errou. Lira se dirigiu para o segundo andar e tentou fazer um aluno de 10 anos refém, mas ele conseguiu escapar, mas acabou sendo arranhado pelo agressor. Lira se dirigiu a uma sala de aula e acertou uma professora na perna, mas a arma falhou quando ele tentou acertar uma aluna. Uma segunda coordenadora puxou Lira para fora da sala, antes de ser atingida na perna pela besta de Lira, antes que Lira fosse contido por um professor até a chegada das autoridades. |
| 26 de setembro de 2022  | Escola Municipal Eurides Santana, Barreiras, Bahia                                       | Estudante não identificado de 14 anos                                     | 1                           | 1 (o perpetrador)           | Um aluno de 14 anos entrou armado com um facão e um revólver calibre 38 em na Escola Municipal Eurides Santana, em Barreiras. O aluno matou a aluna cadeirante, Geane da Silva Brito, de 19 anos, que não conseguiu fugir. O aluno aproveitou a dificuldade de locomoção para golpeá-la fatalmente. O aluno atirou em Brito com o revólver e depois a golpeou com o facão. O ataque terminou quando um policial entrou na escola e atirou contra o suspeito, baleando-o quatro vezes, deixando-o em estado grave. O atirador ficou tetraplegico após ser baleado pelo policial. |
| 27 de setembro de 2022  | Escola Municipal Yêda Barradas Carneiro, Morro do Chapéu, Bahia                          | Estudante não identificado de 13 anos                                     | 0                           | 1                           | Um aluno de 13 anos entrou na Escola Municipal Yêda Barradas Carneiro e se dirigiu para o banheiro, trocou a farda por uma roupa preta com capuz e retornou para a sala de aula com materiais inflamáveis, bombas de fabricação caseira e uma faca. Armado com a faca, o aluno tentou atacar os colegas e funcionários da instituição, ferindo uma coordenadora de unidade. E logo em seguida, o adolescente ateou fogo em uma das salas, que foi controlado com o uso de um extintor. O adolescente foi apreendido pela Polícia Militar. |
| 25 de novembro de 2022  | Escola Estadual de Ensino Fundamental e Médio (EEFM) Primo Bitti,Aracruz, Espírito Santo | Gabriel Rodrigues Castiglioni, 16                                         | 3                           | 8                           | Ataque a escolas em Aracruz: Por volta das 9h30, o ex-estudante, Gabriel Rodrigues Castiglioni, entrou na Escola Estadual de Ensino Fundamental e Médio Primo Bitti e quebrou o cadeado da instituição, conseguindo ter acesso ao local. Rodrigues entrou na sala dos professores e iniciou uma onda de disparos que mataram três professoras (uma delas morreu no dia seguinte) e feriram outras, antes que Rodrigues escapasse. |
| 25 de novembrode 2022   | Unidade Particular Centro Educacional Praia de Coqueiral, Aracruz, Espírito Santo        | Gabriel Rodrigues Castiglioni, 16                                         | 1                           | 2                           | Ataque a escolas em Aracruz: Por volta das 9h49, Rodrigues chega ao Centro Educacional Praia do Coqueiral e dispara tiros contra três estudantes de 11, 12 e 14 anos, levando à morte imediata de Selena Sagrillo Zuccoloto, 12. O tiroteio durou 1 minuto e Rodrigues escapou do local novamente. |
| 25 de novembro de 2022  | Escola 1º Grau Cleres Martins Moreira, Colatina, Espírito Santo                          | Estudante não identificado de 15 anos                                     | 0                           | 4                           | Mais tarde, um aluno de 15 anos entrou em na Escola 1º Grau Cleres Martins Moreira, em Colatina, o aluno andou pelos corredores com um estilete artesanal, esfaqueando quatro estudantes logo após o recreio. Um estagiário e um professor que estavam presentes conseguiram conter o aluno. Todos os feridos foram atingidos no rosto. O ataque não tem relação com o ataque a escolas em Aracruz. |
| 14 de dezembro de 2022  | Escola Estadual Professor Júlio Mastrodomênico, Ipaussu, São Paulo                       | Thiago Oliveira Silva, 22                                                 | 0                           | 3                           | Um ex-estudante de 22 anos, identificado como Thiago Oliveira Silva, entrou na Escola Estadual Professor Júlio Mastrodomênico onde estudava com uma faca, um canivete e um simulacro na noite de 14 de dezembro. Os professores estavam em reunião e não havia alunos no horário do ataque. Assim que Oliveira se deparou com a professora, Beatriz Belo de Miranda e a atacou-a pelas costas com a faca. A vice-diretora, Luciene Rose de Lemos, que tentou socorrer a Miranda acabou sendo ferida. Ela conseguiu tirar a faca do agressor, mas ele sacou o canivete e feriu as duas novamente. Um professor que tentou socorrer as vítimas e desarmar o agressor acabou ficando refém, com a arma apontada para o pescoço. O professor recebeu coronhadas na cabeça com o simulacro que o agressor carregava. A Polícia Militar chegou ao local e conseguiu prender o rapaz.                                                                 |
| 9 de fevereiro de 2023  | Escola Estadual João Brasio, Panorama, São Paulo                                         | Estudante não identificado de 16 anos                                     | 0                           | 3 (incluindo o perpetrador) | Durante uma briga na frente de uma escola de Panorama, um estudante de 16 anos esfaqueou um colega de 17 anos que havia o ameaçado com quatro facadas nas costas. Já o estudante de 16 anos foi ferido pela vítima, que também estava armado. Uma aluna de 14 anos também foi atingida no braço, os feridos foram levados ao hospital com lesões leves. |
| 28 de fevereiro de 2023 | Escola Estadual Antônio Francisco D´Ávila, Ipuã, São Paulo                               | Estudante não identificada                                                | 0                           | 4                           | Em uma briga de estudantes da Escola Estadual Antônio Francisco D'Ávila, uma estudante transexual que havia sido rejeitada por um colega e em seguida agrediu e causou ferimentos leves a três colegas e depois pegou uma faca da cozinha e cortou um quarto colega no braço. As vítimas sofreram ferimentos não graves e tinham entre cerca de 15 a 17 anos de idade. |
| 27 de março de 2023     | Escola Estadual Thomazia Montoro, Cidade de São Paulo, São Paulo                         | Estudante não identificado de 13 anos                                     | 1                           | 4                           | Ataque à Escola Estadual Thomazia Montoro : Um aluno de 13 anos entrou armado na Escola Estadual Thomazia Montoro, no bairro da Vila Sônia, em São Paulo, com uma faca e começou a atacar os professores e alunos que estavam na instituição. Elizabeth Tenreiro, uma professora de 71 anos faleceu após ser esfaqueada nas costas. Outras três professoras tiveram ferimentos leves após serem esfaqueadas pelo aluno. Um outro colega de classe foi ferido no braço pelo autor do ataque. O aluno foi imobilizado por uma professora de educação física até a chegada da Polícia Militar. |
| 5 de abril de 2023      | Creche de Educação Infantil Cantinho Bom Pastor, Blumenau, Santa Catarina                | Luiz Henrique Lima, 25                                                    | 4                           | 5                           | Massacre de Blumenau : Um homem de 25 anos identificado como Luiz Henriques Lima, saltou o muro da Creche Cantinho Bom Pastor, em Blumenau armado com uma machadinha e começou a golpear as vítimas que estavam no parquinho na cabeça. Havia cerca de 40 crianças no parquinho na hora do ataque. Quatro crianças com idades entre 4 a 7 faleceram e outras cinco crianças com idades entre 3 a 5 ficaram feridas, uma delas em estado grave. Lima se entregou a Polícia Militar após o ataque. |
| 10 de abril de 2023     | Colégio Estadual Adventista Manaus, Manaus, Amazonas                                     | Estudante não identificado de 12 anos                                     | 0                           | 3                           | Dois alunos e uma professora tiveram ferimentos superficiais após serem atingidos por um aluno de 12 anos que atacou as três vítimas com uma faca de cozinha no Colégio Estadual Adventista Manaus, em Manaus. O adolescente portava coquetel molotov e armas brancas. |
| 11 de abril de 2023     | Colégio Estadual Doutor Marco Aurélio, Santa Tereza de Goiás, Goiás                      | Estudante não identificado de 13 anos                                     | 0                           | 3                           | Um aluno de 13 anos armado com uma faca passou por uma portaria de uma escola estadual de Goiás e começou a atacar estudantes, ferindo três alunos. Um funcionário conseguiu conter o aluno sem ser ferido pelo agressor. Os três alunos feridos não tiveram ferimentos graves. O ataque ocorreu no Colégio Estadual Doutor Marco Aurélio, em Santa Tereza de Goiás. |
| 12 de abril de 2023     | Escola Municipal Isaac Alcântara Costa, Farias Brito, Ceará                              | Estudante não identificado de 14 anos                                     | 0                           | 2                           | Um aluno de 14 anos entrou em uma sala do 4° ano da Escola Municipal Isaac Alcântara Costa, e esfaqueou duas alunas de 9 anos com o uso de uma faca, ambas as alunas foram atingidas na cabeça. O adolescente foi imobilizado por uma professora. |
| 19 de junho de 2023     | Colégio Estadual Helena Kolody, Cambé, Paraná                                            | Marcos Vinícius da Silva Damas, 21                                        | 2                           | 0                           | Tiroteio no Colégio Estadual Professora Helena Kolody : Um ex-aluno de 21 anos identificado como Marcos Vinícius da Silva Damas, armado com um revólver calibre 38, dirigiu-se à Escola Estadual Helena Kolody e avisou a portaria que iria tirar uma cópia do histórico escolar, conseguindo ter acesso ao local. Damas atirou na cabeça de dois alunos que estavam jogando ping-pong, matando a aluna Karoline Verri Alves, de 17 anos que morreu no local. O segundo aluno, Luan Augusto, de 16 anos morreu na manhã do dia seguinte. Um homem de 62 anos, que trabalhava perto da escola, ouviu os disparos e foi até o local, onde conseguiu desarmar o atirador, fazendo-se passar por policial, e contê-lo. Quatro pessoas suspeitas de estarem relacionadas ao crime foram apreendidas. |
| 12 de setembro de 2023  | Ônibus escolar de Santana do Ipanema, Alagoas                                            | Estudante não identificado                                                | 2                           | 0                           | Um esbarrão que causou uma briga semanas antes do crime fez com que um homem e estudante de 26 anos, armado com uma arma branca, esfaqueasse os estudantes e irmãos, Erick Alves da Silva, de 18 anos, e Lucas Matheus da Silva, 22, por volta das 18h em um ônibus escolar, nas regiões das costas. Um deles morreu no local e o outro morreu no hospital. O suspeito fugiu do local, mas foi encontrado em Sergipe no dia seguinte. |
| 18 de setembro de 2023  | Escola Estadual Arlindo Favaro, Leme, São Paulo                                          | Estudante não identificado de 16 anos                                     | 0                           | 2                           | Um aluno de 16 anos entrou armado com um martelo, um facão, uma faca e um spray em uma Escola Estadual Arlindo Favaro, no Leme, o aluno atingiu uma aluna de 17 anos na cabeça, com o uso do martelo, fraturando o crânio da vítima. Outra aluna de 15 anos teve uma torção no pé. O aluno foi contido por professores antes que pudesse ferir mais pessoas. |
| 10 de outubro de 2023   | Escola Profissional Dom Bosco, Poços de Caldas, Minas Gerais                             | Ex-estudante não identificado de 14 anos                                  | 1                           | 3                           | Um ex-aluno de 14 anos chegou a instituição em que estudava anteriormente, com uma faca de cozinha. E começou a esfaquear as vítimas, mirando no peito delas. Três alunos foram esfaqueados. Um deles, Leonardo Willian da Silva, de 14 anos, foi atingido e faleceu mais tarde no hospital. As outras duas vítimas ficaram gravemente feridas. Uma monitora de van, de 17 anos. Também foi ferida ao entrar na frente de uma aluna para evitar que o ex-aluno cometesse mais vítimas. O ex-aluno largou a faca e foi imobilizado pelos pais de estudantes, até a chegada da Polícia Militar. |
| 23 de outubro de 2023   | Escola Estadual Sapopemba, Cidade de São Paulo, São Paulo                                | Estudante não identificado de 16 anos                                     | 1                           | 3                           | Massacre de Sapopemba :Na manhã do dia 23 de outubro, um adolescente de 16 anos entrou armado com um revólver calibre .38 na Escola Estadual Sapopemba, no bairro deSapopemba, São Paulo, na zona Leste da cidade, e atirou em três meninas. Uma delas, Giovanna Bezerra, de 17 anos que sequer tinha relações com o agressor, levou um tiro na nuca e faleceu no hospital. "Ele saiu atirando sem olhar para quem", diz testemunha. Outras 3 pessoas ficaram feridas, uma durante a fuga do local. O adolescente se entregou à Polícia Militar após o ataque. |
| 1° de novembrode 2023   | Centro Municipal de Educação Infantil (Cemei) Tia Naza, Claro dos Porções, Minas Gerais  | Manoel Pinheiro Neto, 52                                                  | 2 (incluindo o perpetrador) | 1                           | Por volta das 13h, Manoel Pinheiro Neto, um homem de 52 anos que havia se separado de sua esposa e perdido a guarda dele, esperou por seu filho e o atual namorado da ex na frente da escolinha, onde o filho estuda. Ao perceber as duas vítimas chegando de bicicleta na instituição, Pinheiro atirou nas duas vítimas. O pai da vítima pediu ajuda para o porteiro, mas foi baleado de raspão na cabeça e ferido. O filho do atirador foi puxado pelo cabelo e atingido na cabeça, antes que Pinheiro atirasse na própria cabeça. Pinheiro e seu filho, Davi Dias, 5, morreram a caminho do hospital. |
| 22 de novembrode 2023   | Faculdade Anhanguera Pitágoras, São Luís, Maranhão                                       | Estudante não identificado                                                | 0                           | 5 (incluindo o perpetrador) | Na manhã de 22 de novembro, um estudante que assediava alunas da faculdade por meses, armado com um spray de pimenta, começou a atacar estudantes na sala de aula, ferindo quatro pessoas. O estudante saiu e foi para a coordenação onde tacou mais spray de pimenta, antes que o estudante fosse contido e amarrado numa cadeira até a chegada das autoridades. O agressor foi ferido e agredido na cabeça. |
| 20 de fevereiro de 2024 | Colégio Estadual Leiny Lopes de Souza, Anápolis, Goiás                                   | Maria Renata, 43 Kaio Rodrigues, 20 Estudante não identificado de 15 anos | 1                           | 2                           | Após uma discussão em um jogo online, uma mãe e seus dois filhos marcaram de se encontrar com alguns estudantes na saída do Colégio Estadual Leiny Lopes de Souza. Quando chegaram lá, a mãe, Maria Renata, 43, queria tirar satisfação junto com seus dois filhos com os estudantes envolvidos na discussão ocorrida no jogo online. Até que os ânimos se agitaram e Renata, armada com um martelo, e Rodrigues, armado com uma faca, atingiram três estudantes de 12, 14 e 15 anos, levando à morte imediata de Nikolas Lima Serafim, 14, e às lesões gravíssimas dos outros dois adolescentes. |
| 4 de março de 2024      | Centro Educacional São José, São Sebastião, Destrito Federal                             | Estudante não identificado de 15 anos                                     | 0                           | 5                           | Após o sinal tocar no Centro Educacional São José, um adolescente de 15 anos armado com duas facas do tipo peixeira atacou cinco pessoas. Antes das aulas começar, o adolescente se dirigiu ao banheiro onde vestiu uma máscara facial preta e luvas pretas de lã. Antes de começar a aula, enquanto os alunos estavam sentados, o menor invadiu a sala as com duas facas em mãos atacou três estudantes e uma coordenadora, o ataque acabou quando um professor que também foi ferido e a coordenadora reagiram com o cabo de vassoura, fazendo o adolescente se render. |
| 19 de março de 2024     | Colégio Estadual Marcelino Champagnat, Londrina, Paraná                                  | Estudante não identificado de 17 anos                                     | 0                           | 2                           | Um aluno de 17 anos armado com uma faca de serra atacou dois estudantes de 17 e 18 anos de idade durante uma briga no Colégio Estadual Marcelino Champagnat. O adolescente foi contido por professores até a chegada da Polícia Militar, que apreendeu o suspeito. |
| 20 de março de 2024     | Escola Estadual Coronel Elpídio Alves Ferreira, Salto da Divisa, Minas Gerais            | Estudante não identificado de 17 anos                                     | 0                           | 4 (incluindo o perpetrador) | Na noite do dia 20 de março, um aluno de 17 anos que estava sentado na cadeira no corredor da Escola Estadual Coronel Elpídio Alves Ferreira, em Salto da Divisa, se dirigiu-se para uma sala vazia, onde retirou um frasco com álcool e lançou na cortina da sala. Logo em seguida, o aluno ateou fogo com o uso de um isqueiro. Enquanto o fogo se alastrava na cortina, alunos e funcionários correram para o corredor. O aluno sacou duas facas e esfaqueou um aluno de 16 anos. Depois, correu para dentro de uma das salas e esfaqueou duas mulheres. Em seguida, ele caiu no chão e começou a dar facadas no próprio corpo, até ser contido pelo diretor. |
| 17 de junho de 2024     | Escola Municipal Governador Carlos Lacerda, Belo Horizonte, Minas Gerais                 | Estudante não identificado de 13 anos                                     | 0                           | 2                           | Um estudante de 13 anos, armado com uma faca, esfaqueou uma menina de 12 anos nas costas durante o intervalo. O amigo da menina, um adolescente de 11 anos, foi esfaqueado na mão. Ambas as vítimas correram para a diretoria em busca de ajuda. O autor do ataque é um estudante do Transtorno do Espectro Autista e foi apreendido. |
| 18 de outubro de 2024   | Escola Municipal Dom Pedro I, Heliópolis, Bahia                                          | Samuel Santana Andrade, 14                                                | 4 (incluindo o perpetrador) | 0                           | Na tarde do dia 18 de outubro, o adolescente de 14 anos, Samuel Santana Andrade, entrou na Escola Municipal Dom Pedro I, na zona rural de Heliópolis, com um revólver calibre .38 e abriu fogo dentro de uma sala de aula, matando Jonathan Gama dos Santos, Fernanda Sousa Gama e Adriele Vitória Silva Ferreira, todos de 15 anos. Logo em seguida, Samuel se suicidou. |
| 17 de dezembro de 2024  | Escola Estadual Berilo Wanderley, Natal, Rio Grande do Norte                             | Lyedja Yasmin Silva Santos, 19                                            | 0                           | 1                           | Na manhã do dia 17 de dezembro, uma estudante de 19 anos, identificada como Lyedja Yasmin Silva Santos, entrou na Escola Estadual Berilo Wanderley, em Natal, portando uma arma de fogo, e abriu fogo dentro de uma sala de aula. Um aluno de 18 anos foi atingido na cabeça e levado ao hospital, apresentando estado de saúde estável. A autora também tentou disparar contra uma professora, porém a arma falhou. A estudante foi presa e, com ela, foram apreendidas uma arma de fogo, três facas e um bilhete. |
| 13 de março de 2025     | Colégio Estadual Gratulino de Freitas, Guaratuba, Paraná                                 | Ex-estudante não identificado de 25 anos                                  | 0                           | 4                           | Por volta das 23h, um homem de 21 anos, que era ex-namorado de uma das vítimas, começou a discutir com o agressor, que é ex-aluno do colégio de 25 anos, que estava bebendo com ela, até que os dois começaram a se agredir. O agressor sacou uma faca e começou a esfaquear o homem de 21 anos, que teve lesões leves. Outras três pessoas, que são alunos do colégio, tentaram apartar a briga, mas foram esfaqueadas. Um jovem de 15 anos foi esfaqueado no joelho, um outro jovem de 17 anos foi ferido no glúteo e uma mulher de 21 anos foi esfaqueada diversas vezes nos braços e ombros e ficou em estado grave. O agressor de 25 anos foi contido por outros estudantes. |
| 3 de abril de 2025      | Universidade Estadual da Paraíba (UEPB), Campina Grande, Paraíba                         | Flávio Medeiros, 47                                                       | 2 (incluindo o perpetrador) | 1                           | Por volta das 20h20, um homem identificado como Flávio Medeiros matou a tiros Keine Diniz dos Santos, 40, com quem estava se relacionando com sua ex-namorada em uma das copiadoras da universidade. Um segundo homem foi baleado, mas seu estado de saúde não é grave. Medeiros fugiu e tentou invadir a escola onde sua ex-namorada trabalhava, mas falhou e se dirigiu à estrada da sua cidade, onde atirou na própria cabeça, Medeiros foi socorrido, mas morreu na manhã do dia seguinte no Hospital de Trauma de Campina Grande. As aulas na universidade foram suspensas por 1 semana após o ataque. |
| 9 de abril de 2025      | Escola Estadual Professor José Fernandes de Oliveira, Vacaria, Rio Grande do Sul         | Estudante não identificado de 16 anos                                     | 0                           | 4                           | Um desentendimento entre os alunos da Escola Estadual de Ensino Médio Professor José Fernandes de Oliveira, conhecida como Escola Zezinho, e da Escola Municipal Duque de Caxias, fez com que um dos alunos de uma das instituições, de 16 anos e que portava uma faca, esfaqueasse um colega da escola rival de 17 anos no abdômen. Outros dois estudantes que tentaram intervir foram cortados no ombro e cotovelo, e o diretor de uma das escolas, Félix Bernardi, caiu ao tentar conter a briga e teve lesões nas mãos e joelhos. O suspeito fugiu após o ataque, mas foi encontrado e detido. O ataque ocorreu na frente de uma das instituições onde ocorreu a briga. |
| 8 de julho de 2025      | Escola Municipal Maria Nascimento Giacomazzi, Estação, Rio Grande do Sul                 | Adolescente não identificado de 16 anos                                   | 1                           | 4 (incluindo o perpetrador) | Ataque na escola de Estação: Por volta das 10h, um jovem não identificado de 16 anos invadiu a Escola Municipal Maria Nascimento Giacomazzi. O jovem, armado com uma faca e bombinhas, detonou as bombinhas e depois invadiu uma sala, onde atacou três estudantes de 8 e 9 anos, da terceira série, além de uma professora. Os quatro foram socorridos, mas uma das crianças, Vitor André Kungel Gambirazi, um menino de 9 anos, atingido 11 vezes nas costas, morreu no hospital. Outras duas crianças, duas meninas de 8 anos, foram feridas na cabeça. Após o ataque, o jovem foi atingido pelo zelador e monitor da escola nas costas. O funcionário, Luís Carlos dos Santos, utilizou uma pá para fazer o suspeito largar as armas antes que o suspeito fosse contido e agredido por moradores. |

## Casos de ataques mal-sucedidos
Além das dezenas de casos de ataques registrados no país, também houve outras tentativas de ataques que falharam ao longo dos anos. Entre os casos mal-sucedidos, estão:
O termo "ataque mal-sucedido" é considerado quando o atacante invade a escola armado com a intenção de ferir ou matar dois ou mais alunos ou funcionários da escola invadida. Ameaças e roubos não são considerados ataque mal-sucedido.
| Data                    | Localização                                                                                       | Perpetrador(es)                          | Descrição |
| ----------------------- | ------------------------------------------------------------------------------------------------- | ---------------------------------------- | --- |
| 20 de agosto de 2008    | Universidade Federal de Minas Gerais (UFMG), Belo Horizonte, Minas Gerais                         | João Luciano Ferreira Júnior, 39         | Um ex-aluno cadeirante da Universidade Federal de Minas Gerais (UFMG) invadiu a universidade com uma arma de fogo e entrou em uma sala, onde mandou que todos os estudantes saíssem, exceto a professora de alemão, e disparou três tiros, dois em direção à professora, que não foi atingida. Antes que Luciano se matasse com um tiro na cabeça, ele morreu dias depois no hospital.                                                |
| 28 de agosto de 2013    | Universidade de São Paulo, São Carlos, São Paulo                                                  | Alexandre da Rocha Lima, 23              | Alexandre da Rocha Lima, um aluno de 23 anos que sofria bullying, deu coronhadas na cabeça de um colega e depois disparou cinco tiros de revólver contra os outros colegas dentro da moradia estudantil do campus da universidade, mas não acertou ninguém. Antes que Rocha fugisse do local, ele foi preso depois de 14 dias de fuga.                                                                                                |
| 8 de abril de 2022      | Centro Municipal de Educação Menaldo Carlos de Magalhães, Saquarema, Rio de Janeiro               | Ex-estudante não identificado de 14 anos | Um ex-aluno de 14 anos detonou bombas caseiras em um centro educacional em Saquarema, mas foi detido por um guarda municipal. |
| 22 de novembro de 2022  | Escola Municipal Deoclécio Dias Machado Filho, Mesquita, Rio de Janeiro                           | Estudante não identificado de 12 anos    | Por volta das 9h, um estudante de 12 anos de uma escola municipal de Mesquita pediu ao professor para ir ao banheiro. Depois, pegou o galão de gasolina e derramou-o no piso, onde ateou fogo e, em seguida, saiu da sala, fechando a porta e impedindo que os estudantes fugissem. Ninguém ficou ferido; o adolescente tentou escapar, mas foi impedido por uma patrulha de guardas municipais que estava passando próximo ao local. |
| 30 de novembro de 2022  | Escola Estadual Coronel Camilo Soares, Ubá, Minas Gerais                                          | Estudante não identificado de 14 anos    | Um aluno de 14 anos, inspirado pelos atentados nas escolas de Aracruz, que ocorreram 5 dias antes, foi detido após tentar entrar na escola com uma machadinha e um martelo na mochila. |
| 13 de fevereiro de 2023 | Escola Estadual Professor Antonio Sproesser e Escola Municipal Vista Alegre, Monte Mor, São Paulo | Jonatas da Silva Kiyokawa ,17            | Um ex-aluno de 17 anos arremessou bombas caseiras em uma escola onde estudava anteriormente; uma das bombas caseiras caiu dentro de um vaso sanitário e chegou a explodir. O jovem foi apreendido pela Guarda Municipal Metropolitana. O ex-aluno portava uma machadinha e um coquetel molotov. Ninguém ficou ferido no ataque. |
| 28 de março de 2023     | Escola Municipal Manoel Cícero, na Praça Santos Dumont, Cidade do Rio de Janeiro, Rio de Janeiro  | Estudante não identificado de 15 anos    | Um adolescente de 15 anos tentou atacar estudantes e funcionários da Escola Municipal Manoel Cícero com uma faca, mas não conseguiu e foi imobilizado por adultos que, ao perceberem a situação, conseguiram deter o adolescente. Ele acabou levando um corte no supercílio e foi levado pelos policiais para o Hospital Miguel Couto durante a imobilização.                                                                         |
| 28 de março de 2023     | Unidade Integrada Antônio Rosa de Lima, Caxias, Maranhão                                          | Adolescente não identificado de 16 anos  | Tiros de espingarda foram relatados em uma unidade de Caxias. O adolescente de 16 anos, com quem tinha desavenças, atirou contra objetos da instituição. Ele ainda se feriu ao quebrar a janela com a mão e acabou desmaiando. Nesse momento, as pessoas pegaram a espingarda. Depois, o adolescente acordou e fugiu do local. |